# Thesium brevibarbatum
Thesium brevibarbatum är en sandelträdsväxtart som beskrevs av Pilger. Thesium brevibarbatum ingår i släktet spindelörter, och familjen sandelträdsväxter. Inga underarter finns listade i Catalogue of Life.